# Flugshof
Flugshof ist ein Gemeindeteil des Marktes Emskirchen im Landkreis Neustadt an der Aisch-Bad Windsheim (Mittelfranken, Bayern). Flugshof liegt in der Gemarkung Schauerberg.

## Geografie
Durch das Dorf fließt der Flugsbach, einem linken Zufluss der Mittleren Aurach. Im Nordwesten liegt das Waldgebiet Gauling, im Süden das Flurgebiet Jagdsäule, 0,5 km im Norden erhebt sich die Winterleite (393 m ü. NHN). Eine Gemeindeverbindungsstraße führt nach Bottenbach (1,6 km nordwestlich) bzw. nach Emskirchen zur Staatsstraße 2244 (1,1 km östlich). Weitere Gemeindeverbindungsstraßen führen nach Neuschauerberg zur St 2244 (1 km südöstlich) und nach Riedelhof (0,8 km nördlich).

## Geschichte
Der Ort wurde 1356 als „Nider Bottenbach“ erstmals urkundlich erwähnt. Die weitere Entwicklung des Ortes ist unbekannt. 1730 bestand dieser nur noch aus einem Einzelhof, der durch die Ansiedlung von französischen Hugenotten zum Weiler erweitert wurde.
Gegen Ende des 18. Jahrhunderts gab es in Flugshof 4 Anwesen (3 Güter, 1 Halbgütlein). Das Hochgericht übte das brandenburg-bayreuthische Fraischvogteiamt Emskirchen-Hagenbüchach aus. Die Dorf- und Gemeindeherrschaft und die Grundherrschaft über alle Anwesen hatte das Kasten- und Jurisdiktionsamt Emskirchen.
Von 1797 bis 1810 unterstand der Ort dem Justizamt Markt Erlbach und Kammeramt Emskirchen. Im Rahmen des Gemeindeedikts wurde Flugshof dem 1811 gebildeten Steuerdistrikt Emskirchen zugeordnet. Es gehörte auch der 1813 gegründeten Munizipalgemeinde Emskirchen an. Mit dem Zweiten Gemeindeedikt (1818) wurde es in die neu gebildete Ruralgemeinde Schauerberg umgemeindet. Am 1. Januar 1970, also noch vor der Gebietsreform in Bayern, wurde Schauerberg nach Emskirchen eingemeindet.

## Einwohnerentwicklung
| Jahr      | 001818 | 001840 | 001861 | 001871 | 001885 | 001900 | 001925 | 001950 | 001961 | 001970 | 001987 |
| Einwohner | 62     | 69     | 65     | 75     | 74     | 50     | 50     | 92     | 74     | 67     | 67     |
| Häuser    | 10     | 11     |        |        | 11     | 10     | 9      | 11     | 10     |        | 16     |
| Quelle    | [ 11 ] | [ 12 ] | [ 13 ] | [ 14 ] | [ 15 ] | [ 16 ] | [ 17 ] | [ 18 ] | [ 19 ] | [ 20 ] | [ 1 ]  |

## Religion
Der Ort ist seit der Reformation evangelisch-lutherisch geprägt und bis heute nach St. Kilian (Emskirchen) gepfarrt.